# ایست گلوب (آریزونا)
ایست گلوب (به انگلیسی: East Globe) یک منطقهٔ مسکونی در ایالات متحده آمریکا است که در آریزونا واقع شده‌است. ایست گلوب ۸٫۹۳ کیلومتر مربع مساحت و ۴٬۸۸۵ نفر جمعیت دارد و ۱٬۰۴۰٫۹ متر بالاتر از سطح دریا واقع شده‌است.